# Provincia di Monza e della Brianza
La provincia di Monza e della Brianza è una provincia italiana della Lombardia di 880 762 abitanti istituita l'11 giugno 2004. È divenuta operativa nel giugno 2009 con l'elezione del primo consiglio provinciale; ha come capoluogo la città di Monza.
Nata dalla separazione dell'allora provincia di Milano, ne fanno parte 55 comuni ed è la diciottesima provincia della penisola per numero di abitanti, la terza più piccola d'Italia, con un'estensione di 405 km² preceduta dalla provincia di Prato e dalla provincia di Trieste, e la seconda come densità di popolazione (dopo la città metropolitana di Napoli).
La superficie urbanizzata è più alta rispetto alla media delle province italiane: l'indice medio di consumo di suolo, calcolato come rapporto tra superficie urbanizzata e superficie totale, supera infatti il 41%, la più alta percentuale fra le province italiane. I comuni più urbanizzati sono Lissone, Vedano al Lambro e Bovisio Masciago, che arrivano anche a superare l'80%.

## Confini
La provincia di Monza e della Brianza confina a nord con la provincia di Lecco e con la provincia di Como, a ovest con la provincia di Varese, a est con la provincia di Bergamo e con la città metropolitana di Milano, con cui confina anche a sud.

## Geografia antropica

### Collocazione geografica
La provincia di Monza e della Brianza ha assunto proprio questa denominazione ufficiale perché comprende tutte le aree storico-geografiche della Bassa Brianza:

#### Il Monzese storico
È composto dal capoluogo Monza con Brugherio e Villasanta. Questi comuni facevano anticamente parte della Corte di Monza insieme ai comuni di Cologno Monzese, Sesto San Giovanni e Vimodrone, rimasti nella Città metropolitana di Milano in quanto ad oggi gravitanti principalmente su Milano.

#### La Brianza delle Groane
La zona della Bassa Brianza Occidentale, detta Brianza delle Groane, è una zona sviluppata lungo il fiume Seveso, caratterizzata da aree verdi pianeggianti e dalla presenza del Parco delle Groane al suo confine occidentale. Comprende 203 560 abitanti.
Ne fanno parte i 12 comuni di Barlassina, Bovisio Masciago, Ceriano Laghetto, Cesano Maderno, Cogliate, Lazzate, Lentate sul Seveso, Limbiate, Meda, Misinto, Seveso e Varedo.

#### La Bassa Brianza Centrale
La zona della Bassa Brianza Centrale è caratterizzata da un territorio pianeggiante fortemente urbanizzato, cresciuto per lo più negli anni del dopoguerra grazie al settore del commercio. L'area, in gran parte corrispondente all'antica Pieve di Desio, è un crocevia importante per l'intera provincia grazie a infrastrutture come la SS36, la SP6, la SP9 e la linea ferroviaria Milano-Chiasso.
Ne fanno parte gli 8 comuni di Biassono, Desio, Lissone, Macherio, Muggiò, Nova Milanese, Seregno e Vedano al Lambro.

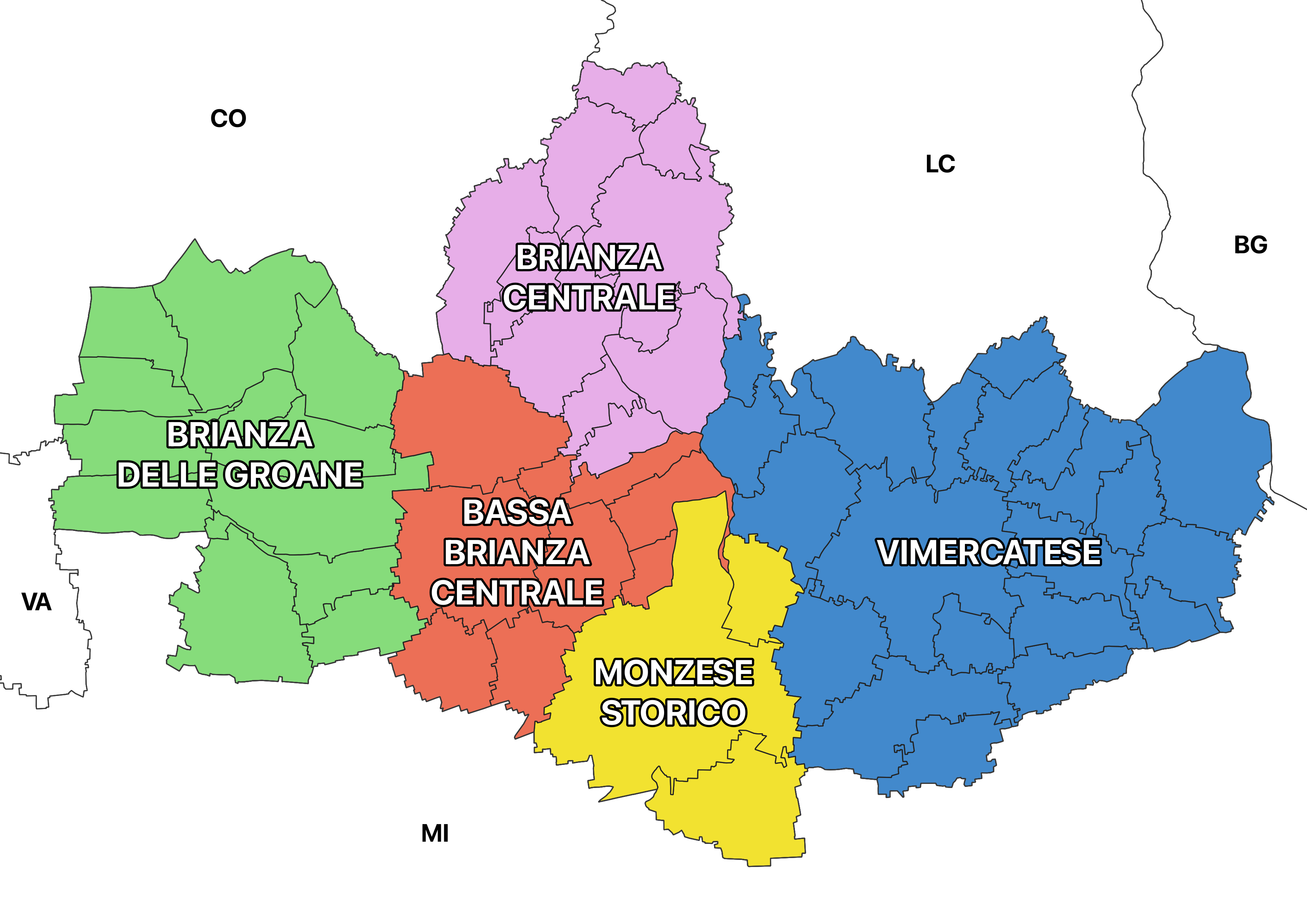
Carta delle aree storico-geografiche della Bassa Brianza

#### La Brianza Centrale
La zona della Brianza Centrale, che corrisponde all'antica Pieve di Agliate (oggi frazione di Carate Brianza), si sviluppa su un territorio prevalentemente collinare lungo la valle del Lambro.
Ne fanno parte i 10 comuni di Albiate, Besana in Brianza, Briosco, Carate Brianza, Giussano, Renate, Sovico, Triuggio, Veduggio con Colzano e Verano Brianza.

#### Il Vimercatese
La zona del Vimercatese comprende i 22 comuni, principalmente della valle del torrente Molgora, che per trasporti e servizi gravitano su Vimercate quale città principale.
Sono i comuni di: Agrate Brianza, Aicurzio, Arcore, Bellusco, Bernareggio, Burago di Molgora, Busnago, Camparada, Caponago, Carnate, Cavenago di Brianza, Concorezzo, Cornate d'Adda, Correzzana, Lesmo, Mezzago, Ornago, Roncello, Ronco Briantino, Sulbiate, Usmate Velate e Vimercate.

## Geografia fisica
La provincia di Monza e della Brianza sorge nella pianura lombarda occidentale, al margine meridionale della Brianza.

### Idrografia

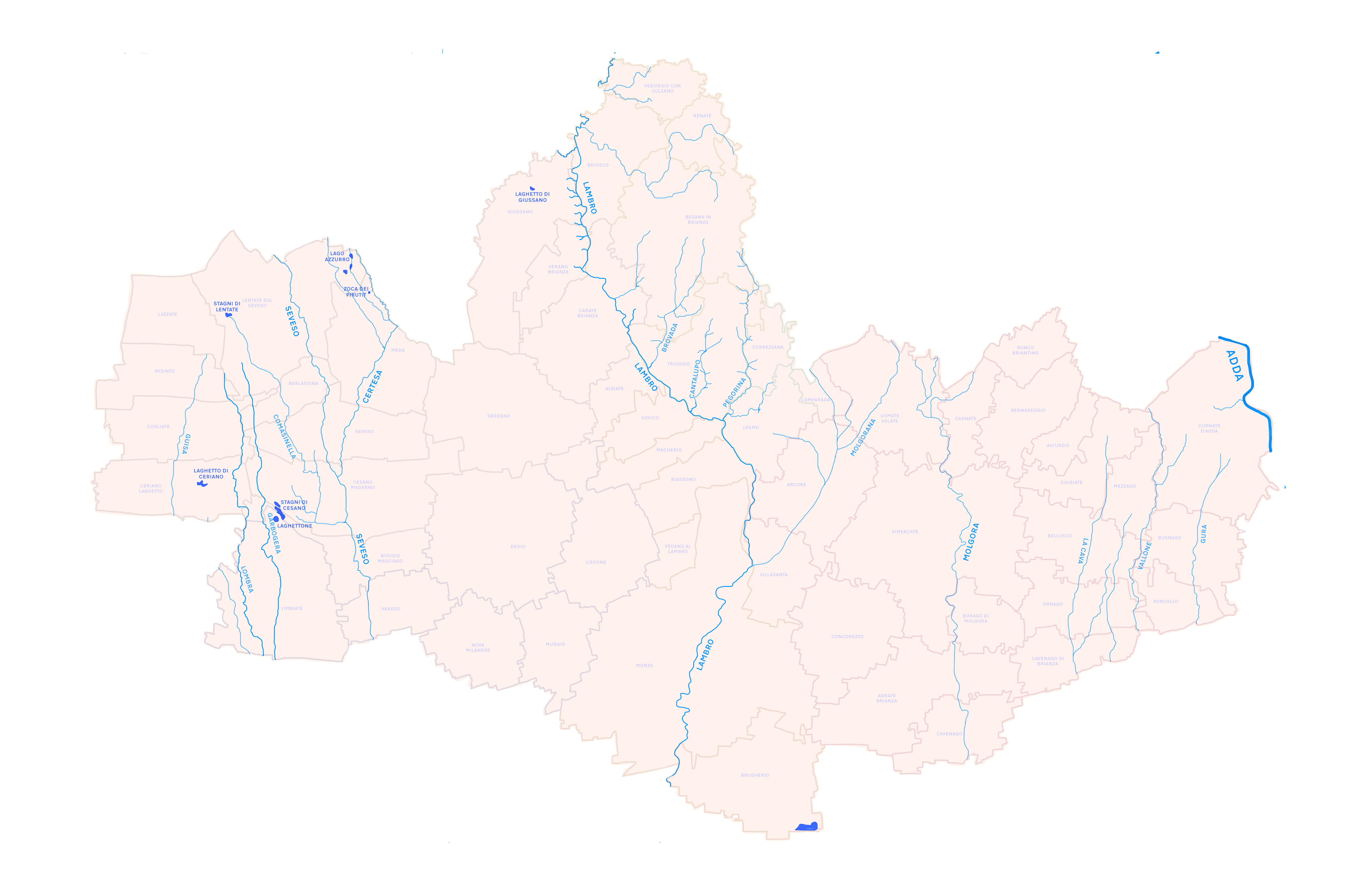
Idrografia della provincia

Il suo territorio è attraversato principalmente dal fiume Lambro nel capoluogo, dal Seveso ad ovest, dall'Adda e dal torrente Molgora ad est.

## Istituzione della provincia e sedi
Istituita l'11 giugno 2004, la provincia di Monza e della Brianza comprendeva inizialmente 50 comuni. Dal 2009 sono entrati ufficialmente a fare parte della nuova Provincia altri 5 comuni.

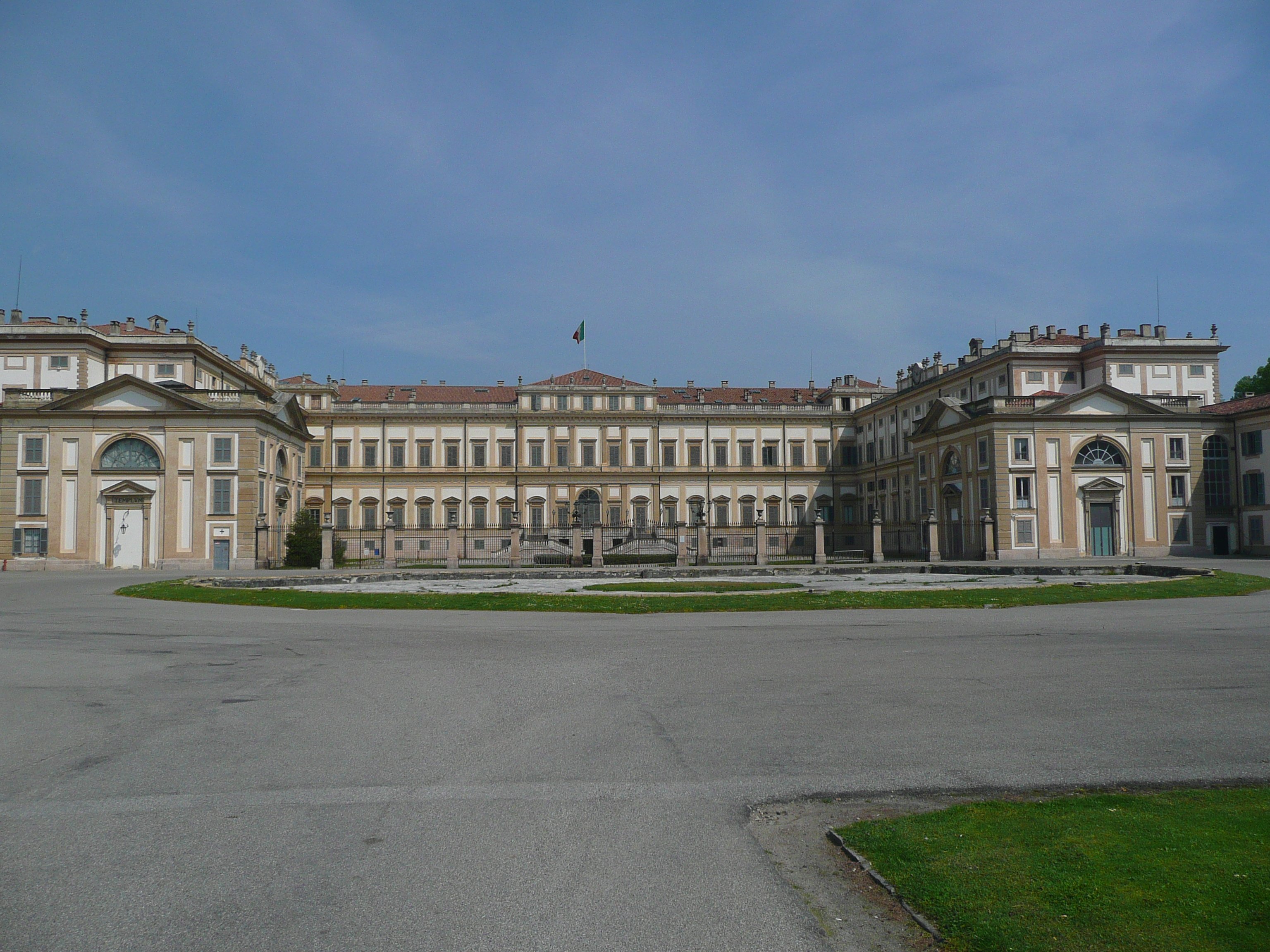
La Villa Reale di Monza sede del Primo Consiglio Provinciale

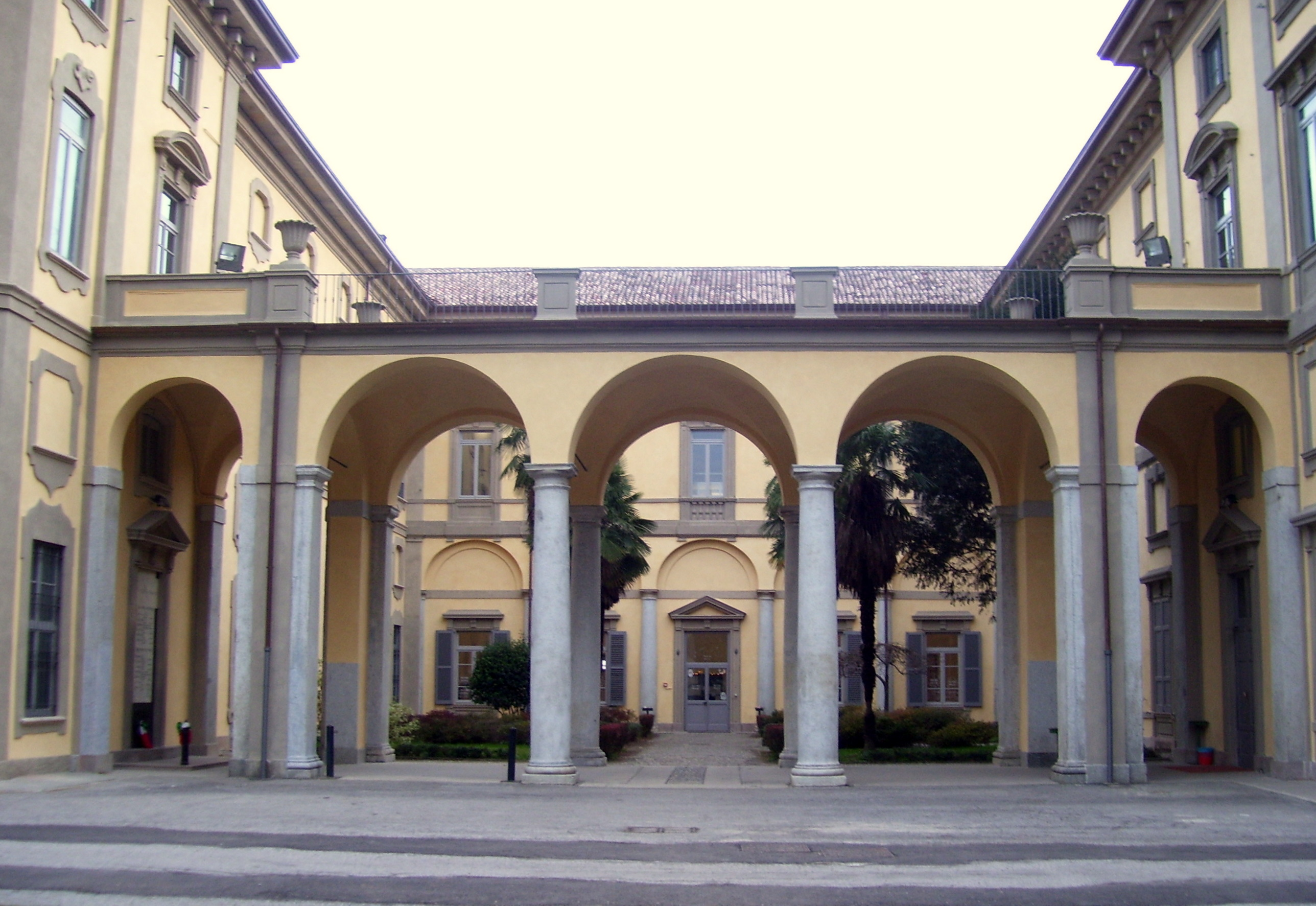
Gli ex uffici decentrati di Villa Pusterla a Limbiate

La Camera di Commercio di Monza e Brianza è stato il primo ente della Provincia di Monza e della Brianza ad essere attivato (21 luglio 2007). Oggi giorno è stata accorpata nella CCIAA di Milano Monza Brianza Lodi.

### Sedi provinciali
Gli uffici della provincia si trovano presso il Palazzo della Provincia, la nuova sede situata in viale Grigna 13 (nel complesso del Polo Istituzionale), inaugurata il 3 ottobre 2014 dopo circa quattro anni di lavori, dislocata su una superficie di 15000 m². Cerimonia d’apertura effettuata in concomitanza col giorno del Santo Patrono provinciale Luigi Talamoni. Come da Accordo di Programma, nella stessa area compresa tra via Grigna e via Montevecchia, su una superficie complessiva di 90000 m², sono già stati realizzati altri edifici: 3000 m² per la sede territoriale della Regione Lombardia, 14000 m² per la Questura e Polizia stradale. Anche la Prefettura (Ufficio territoriale del Governo) ha trovato la propria sede nel maggio del 2022 (precedentemente era in via Prina). Da progetto era prevista anche la costruzione di 5000 m² per la caserma della Guardia di Finanza, 3000 m² per uffici finanziari, 16000 m² per la Fiera-Centro Congressi e per gli altri uffici provinciali (seppur già presenti in città).
Il progetto per la sede istituzionale della nuova Provincia è stato elaborato per realizzare un edificio efficiente, flessibile, moderno, tecnologico in linea con le esigenze di risparmio energetico e di bioarchitettura: in base al progetto l'edificio sarà integrato con il contesto ambientale e saranno utilizzati, ove possibile, materiali bio-ecologici e sistemi costruttivi a basso consumo energetico.
Precedentemente gli uffici provinciali erano dislocati in via Tommaso Grossi 9 a Monza (sede istituzionale), in piazza Diaz 1 (sede operativa di Monza) e in via Napoleone Bonaparte 2 (sede operativa di Limbiate).
Gli uffici dell'Agricoltura, Caccia e Pesca - che in passato erano alle dipendenze della provincia e successivamente sono passati sotto il controllo della regione Lombardia - si trovavano invece nella sede di piazza Cambiaghi 8.

## Simboli
Nei primi anni di operatività la provincia si identificò in un logo costituito da un quadrato verde solcato da tre fasce trasversali, una centrale e due paracentrali. Soprannominato per il suo aspetto "tapparella", esso intendeva rappresentare (secondo la lettura data dall'ente) i tratti salienti del territorio brianzolo nella loro "linearità": infrastrutture, imprenditoria e industria, ordine, produttività, paesaggio, associazionismo e volontariato.
Nel 2011 l'amministrazione provinciale indisse un concorso artistico di idee per la realizzazione di un vero e proprio stemma; i 264 bozzetti vennero vagliati e infine, nella seduta del consiglio provinciale di giovedì 13 ottobre 2011, la scelta ricadde sul progetto presentato dal designer anconetano Lucio Brugiatelli. Esso prendeva le mosse dall'etimologia del nome Brianza, che deriva dal termine celtico «brig» (colle), e dalla morfologia locale, ricca di fiumi: ne scaturiva un simbolo basato sul triscele (o triskele), elemento iconografico di chiara ispirazione celtica, che nella propria forma geometrica evocava i corsi d'acqua che solcano e dividono il territorio. La giunta provinciale, dal febbraio 2012, in seguito all'aggiornamento dello statuto dell'ente ed all'implementazione di affinamenti tecnico-grafici, ha ufficialmente utilizzato tale disegno; di fatto però non si trattava di uno "stemma", ma di un "logo", ché il disegno in questione, oltre a non essere stato ratificato da alcuna istituzione centrale dello Stato italiano, non era riconducibile ad alcuna codificazione araldica, sia per la peculiare forma dello scudetto, sia perché lo stesso era privo della corona provinciale prevista dall'araldica pubblica italiana. A tal riguardo non venne nemmeno prevista la realizzazione di un gonfalone.
La trasformazione del suddetto disegno in stemma è avvenuta il 9 marzo 2023, allorché l'araldista Marco Foppoli ha consegnato all'amministrazione provinciale un adattamento del logo ai canoni araldici delle province italiane, con l'aggiunta della corona istituzionale e di un serto di quercia e alloro con nastro tricolore; ciò ha dato seguito al D.P.R. del 13 dicembre 2022, che ha disposto la seguente blasonatura:
Con lo stesso atto sono stati concessi anche bandiera e gonfalone, ambedue descritti come:
Il 21 aprile 2023 il nuovo apparato araldico provinciale è stato ufficialmente presentato in una cerimonia ufficiale alla Villa Reale di Monza.

Stemma ufficiale
Bandiera ufficiale
Gonfalone ufficiale
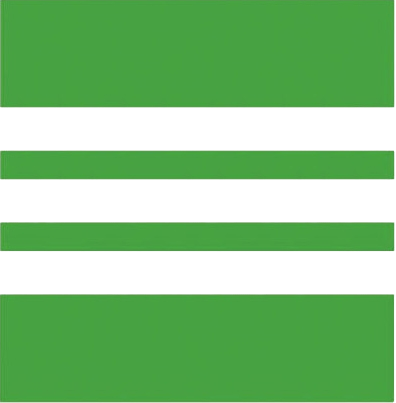
Il primo logo istituzionale
Logo utilizzato in vece dello stemma

## Amministrazione
Dal 27 luglio 2019 è presidente della provincia Luca Santambrogio, sindaco di Meda.
A livello locale, dopo le elezioni amministrative dell'8 e 9 giugno 2024, sono 20 i comuni gestiti dal centro-sinistra, 31 i comuni governati dal centro-destra, e 4 i comuni gestiti da liste civiche centriste.

## Comuni
Appartengono alla provincia di Monza e della Brianza i seguenti 55 comuni:
- Agrate Brianza
- Aicurzio
- Albiate
- Arcore
- Barlassina
- Bellusco
- Bernareggio
- Besana in Brianza
- Biassono
- Bovisio Masciago
- Briosco
- Brugherio
- Burago di Molgora
- Busnago
- Camparada
- Caponago
- Carate Brianza
- Carnate
- Cavenago di Brianza
- Ceriano Laghetto
- Cesano Maderno
- Cogliate
- Concorezzo
- Cornate d'Adda
- Correzzana
- Desio
- Giussano
- Lazzate
- Lentate sul Seveso
- Lesmo
- Limbiate
- Lissone
- Macherio
- Meda
- Mezzago
- Misinto
- Monza
- Muggiò
- Nova Milanese
- Ornago
- Renate
- Roncello
- Ronco Briantino
- Seregno
- Seveso
- Sovico
- Sulbiate
- Triuggio
- Usmate Velate
- Varedo
- Vedano al Lambro
- Veduggio con Colzano
- Verano Brianza
- Villasanta
- Vimercate

Tutti i comuni fanno parte della provincia fin dalla sua istituzione nel 2004 con eccezione dei cinque comuni (Busnago, Caponago, Cornate d'Adda, Lentate sul Seveso e Roncello) che, con legge del 9 dicembre 2009 n.183, entrata in vigore il 18 dicembre 2009, si sono distaccati dalla allora provincia di Milano e sono stati aggregati alla provincia di Monza e della Brianza, ai sensi dell'articolo 133, primo comma, della Costituzione, portando quindi a 55 il numero di comuni aderenti.

### Comuni alle estremità geografiche
| Stemma | Comune               | Estremità geografica      |
| ------ | -------------------- | ------------------------- |
|        | Veduggio con Colzano | Comune più settentrionale |
|        | Brugherio            | Comune più meridionale    |
|        | Cornate d'Adda       | Comune più orientale      |
|        | Ceriano Laghetto     | Comune più occidentale    |

### Comuni più popolosi
Di seguito è riportata la lista dei 20 comuni maggiori della provincia di Monza e della Brianza ordinati per numero di abitanti tra i 55 totali:
| Pos. | Stemma | Comune di          | Popolazione (ab) | Superficie (km²) | Densità (ab/km²) | Altitudine (m s.l.m.) |
| ---- | ------ | ------------------ | ---------------- | ---------------- | ---------------- | --------------------- |
| 1º   |        | Monza              | 121.692          | 33,03            | 3.704            | 162                   |
| 2º   |        | Lissone            | 46.191           | 9,27             | 4.941            | 191                   |
| 3º   |        | Seregno            | 44.825           | 13,01            | 3.318            | 222                   |
| 4º   |        | Desio              | 41.528           | 14,79            | 2.747            | 195                   |
| 5º   |        | Cesano Maderno     | 39.263           | 11,46            | 3.245            | 200                   |
| 6º   |        | Brugherio          | 35.405           | 10,44            | 3.231            | 145                   |
| 7º   |        | Limbiate           | 34.947           | 12,40            | 2.827            | 187                   |
| 8º   |        | Giussano           | 25.988           | 10,28            | 2528             | 194                   |
| 9º   |        | Vimercate          | 25.850           | 20,72            | 1247             | 269                   |
| 10º  |        | Seveso             | 23.804           | 7,4              | 3.165            | 205                   |
| 11º  |        | Muggiò             | 23.531           | 5,48             | 4.273            | 186                   |
| 12º  |        | Meda               | 23.350           | 8,31             | 2.810            | 221                   |
| 13º  |        | Nova Milanese      | 23.070           | 5,85             | 3.827            | 175                   |
| 14º  |        | Arcore             | 17.828           | 9,25             | 1.930            | 193                   |
| 15º  |        | Carate Brianza     | 17.788           | 9,92             | 1.803            | 256                   |
| 16º  |        | Bovisio Masciago   | 16.756           | 4,93             | 3.431            | 188                   |
| 17º  |        | Lentate sul Seveso | 15.802           | 13,98            | 1.144            | 250                   |
| 18º  |        | Concorezzo         | 15.763           | 8,51             | 1.840            | 171                   |
| 19º  |        | Agrate Brianza     | 15.505           | 11,22            | 1.389            | 165                   |
| 20º  |        | Besana in Brianza  | 15.442           | 15,76            | 988              | 336                   |

### Territori provinciale e brianteo
Esistono dei comuni nel territorio 'geografico' brianteo che riportano la denominazione "Brianza" anche se amministrativamente esclusi dalla provincia di Monza e della Brianza, per esempio Annone di Brianza, Cassago Brianza, Castello di Brianza, Cesana Brianza, Colle Brianza, Monticello Brianza, in provincia di Lecco, e Alzate Brianza, in provincia di Como.

### La provincia di Monza e della Brianza e le Brianze
Per quanto riguarda i comuni della Brianza, il centro abitato citato nel documento forse più antico, (1107), nel quale si accenna alla Brianza, è: ’...in loco et fundo seu monte qui dicitur Brianza ad locum ubi dicitur Infigina...’. 'Infigina del Monte di Brianza' è l'attuale borgo Figina di Villa Vergano, frazione di Galbiate, oggi in provincia di Lecco.I confini della Brianza hanno visto un'evoluzione temporale. Inizialmente il termine si riferiva a un territorio compreso tra Lambro e Adda, da Canonica Lambro a sud al confine Canzo-Asso a nord. Questa accezione nel XV secolo ebbe anche una sua struttura politica territoriale (il Vicariatus Montis Briantiae e l'Universitas Montis Briantiae), titolare di particolari concessioni fiscali da parte dello Stato di Milano. Successivamente il suo significato si dilatò pressoché a tutta l'area della Martesana de medio, ed è questa l'accezione più frequentemente usata dal Settecento. I confini sono variamente cambiati nel tempo specie dopo l'800. In ogni caso nel 2000 ‘la(/e) Brianza(/e) ‘ nella più grande estensione può avere una delimitazione formata dai seguenti Comuni: Paderno d'Adda, Robbiate, Imbersago, Calco, Brivio, Airuno, Olginate, Garlate, Galbiate, Malgrate, Civate, Suello, Cesana Brianza, Pusiano, Eupilio, Canzo, Asso, Lasnigo, Sormano, Magreglio, Caglio, Rezzago, Caslino d'Erba, Castelmarte, Ponte Lambro, Erba, Albavilla, Albese con Cassano, Montorfano, Tavernerio, Lipomo, Capiago Intimiano, Senna Comasco, Casnate con Bernate, Grandate, Montano Lucino, Cavallasca, Villa Guardia, Luisago, Fino Mornasco, Cucciago, Vertemate con Minoprio, Cantù, Carimate, Cermenate, Lentate sul Seveso, Lazzate, Misinto, Cogliate, Ceriano Laghetto, Solaro, Limbiate, Varedo, Paderno Dugnano, Cinisello Balsamo, Cusano Milanino, Nova Milanese, Lissone, Monza, Brugherio, Carugate, Caponago, Basiano, Grezzago, Pozzo d'Adda, Trezzano Rosa, Cassano d'Adda, Vaprio d'Adda, Trezzo sull'Adda, Cornate d'Adda.

## Monumenti e luoghi d'interesse

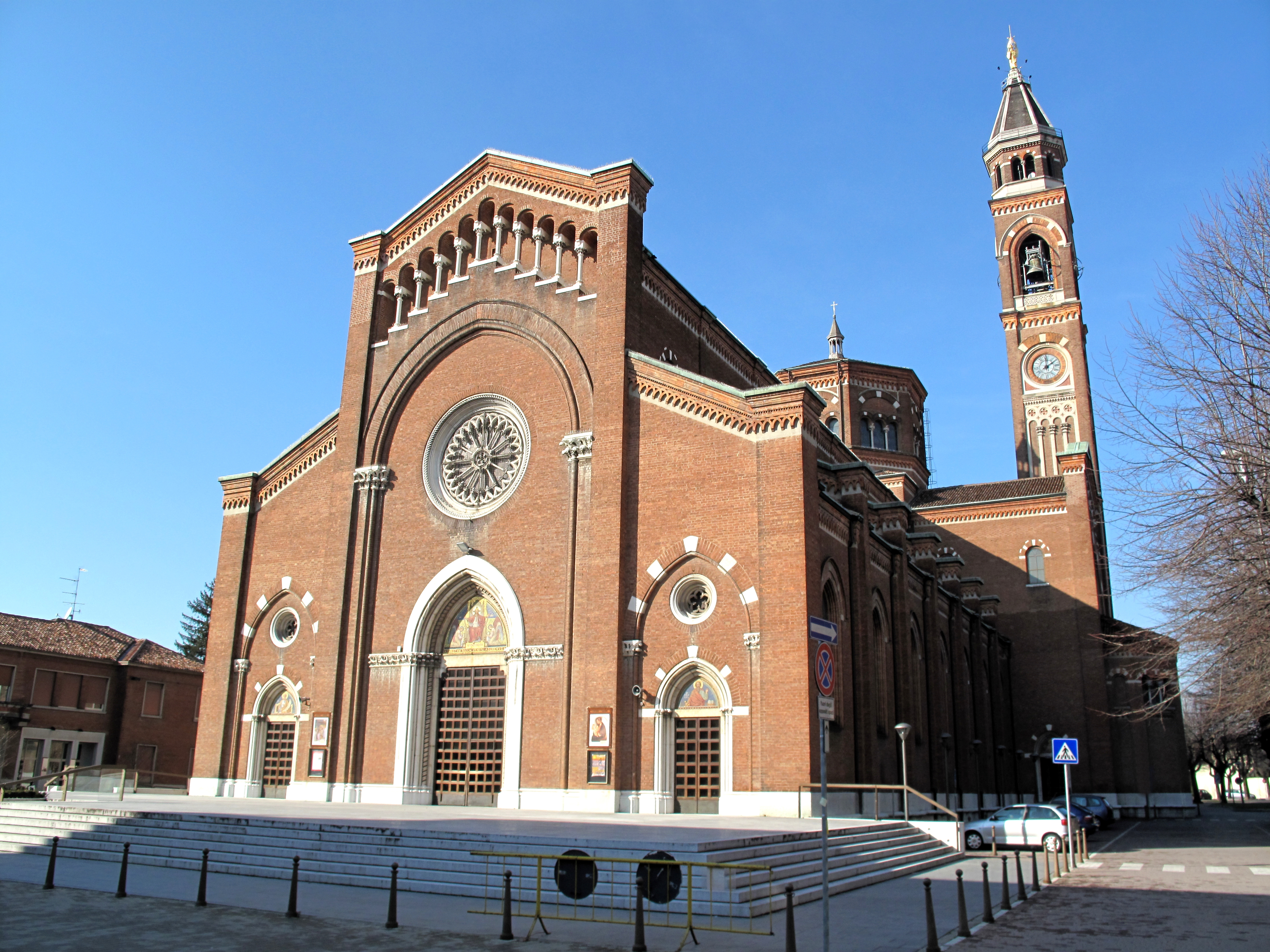
Duomo di Lissone

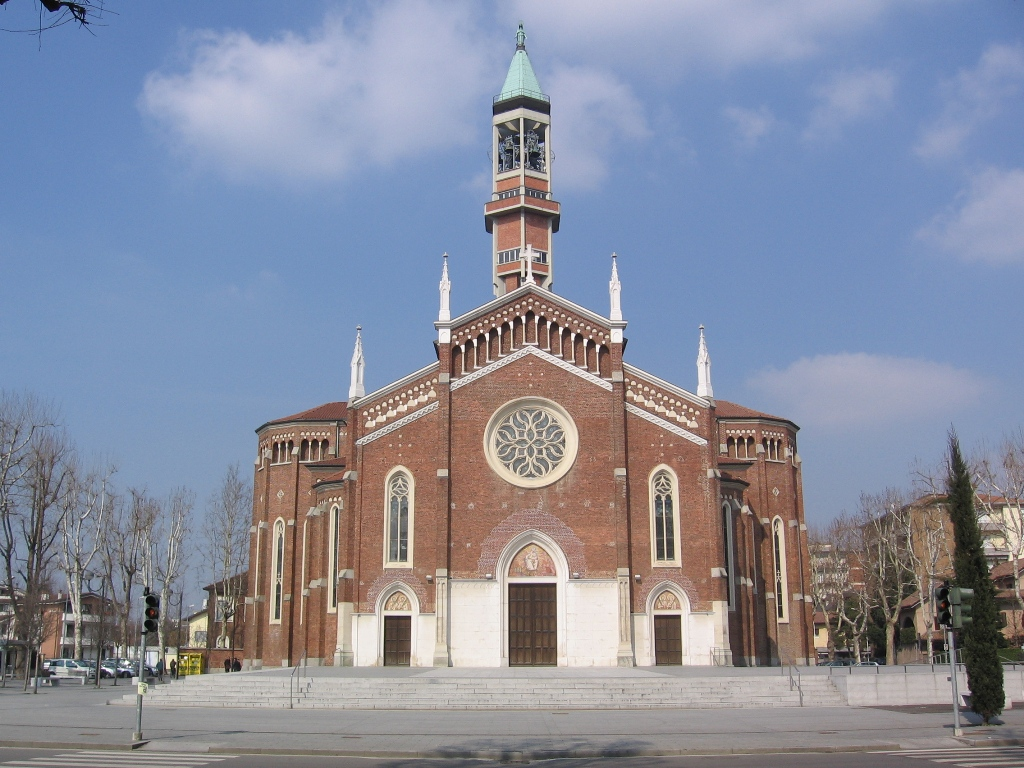
Chiesa Santa Valeria (Seregno)

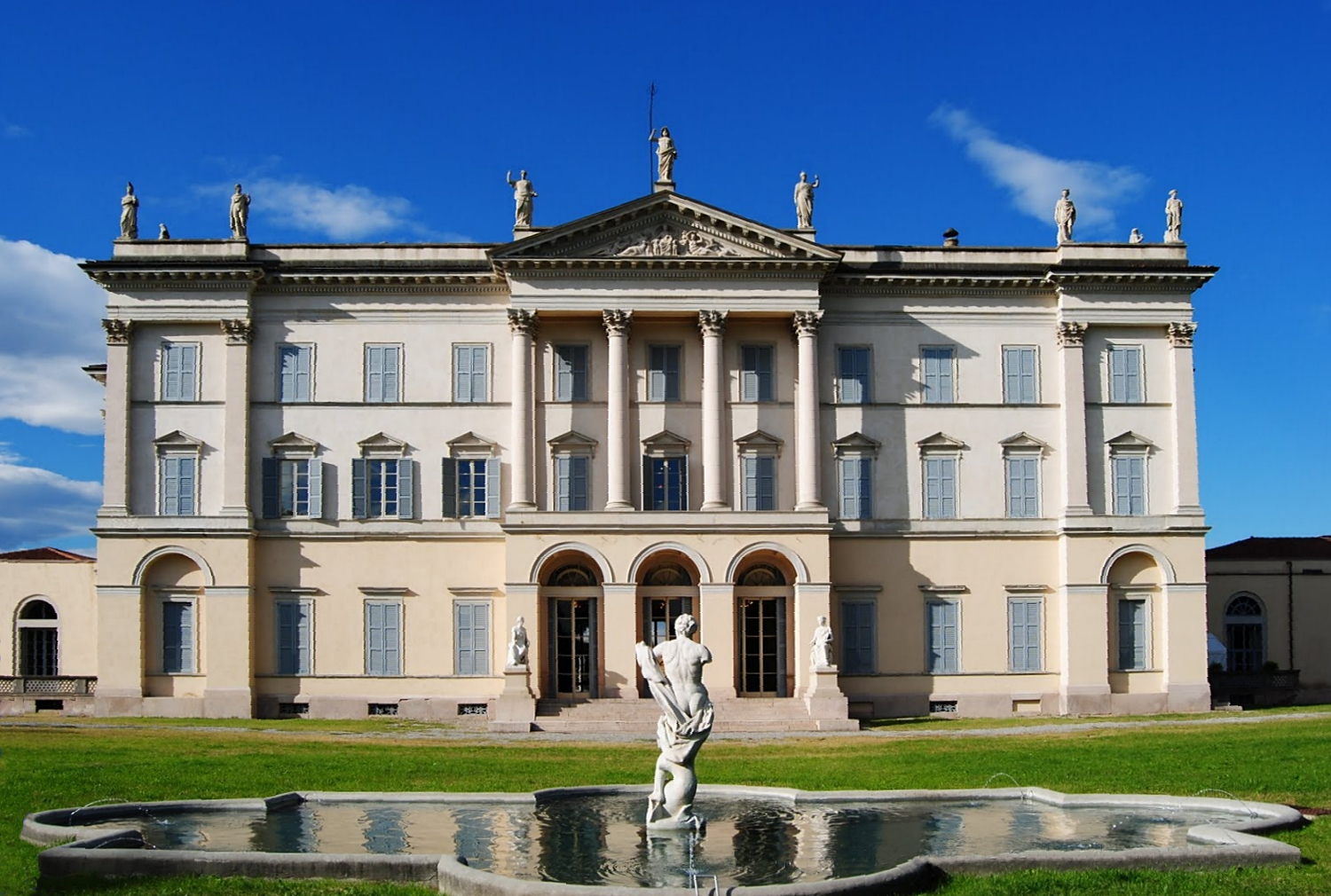
Villa Tittoni Traversi (Desio)

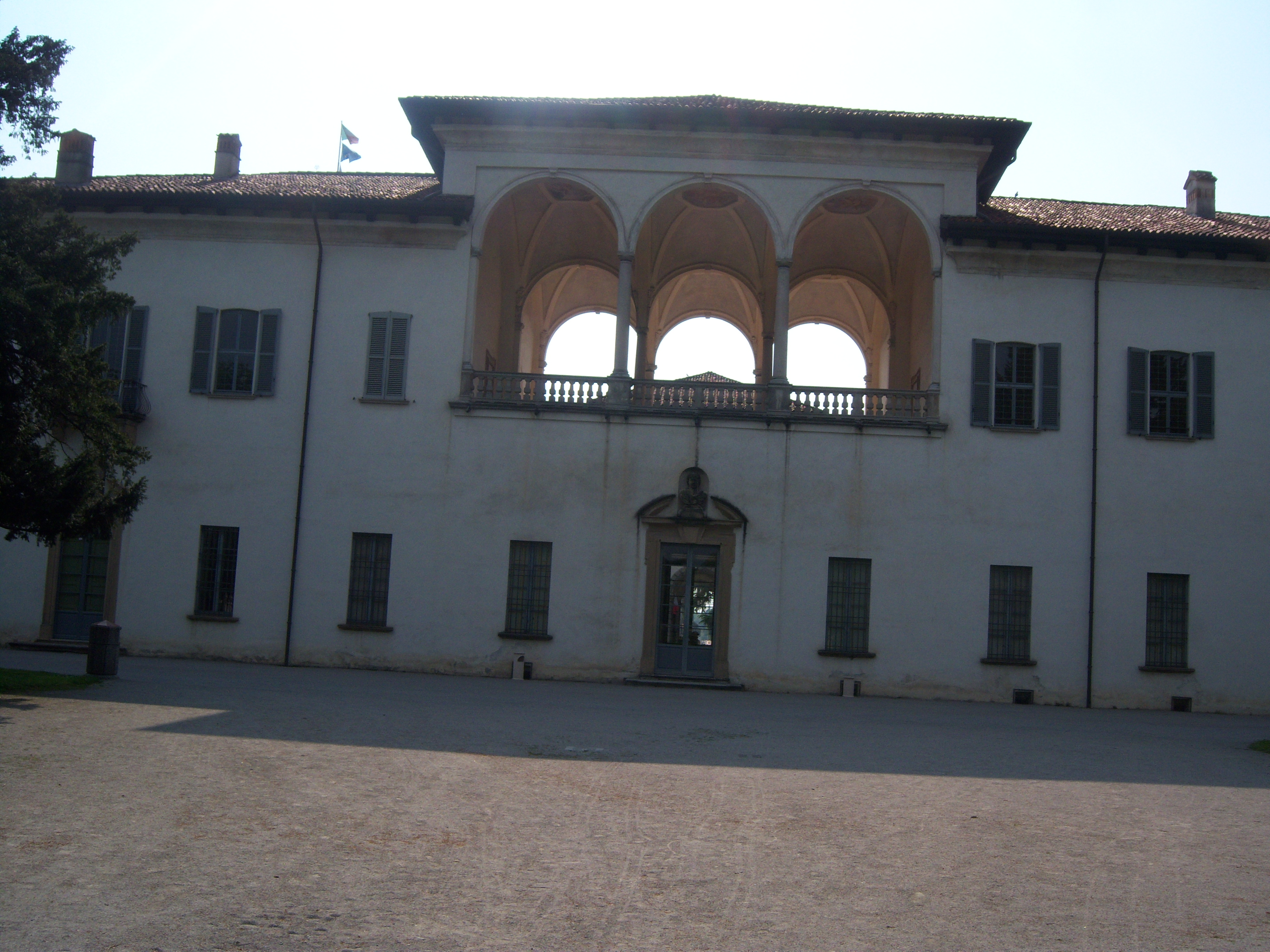
Palazzo Borromeo (Cesano Maderno)

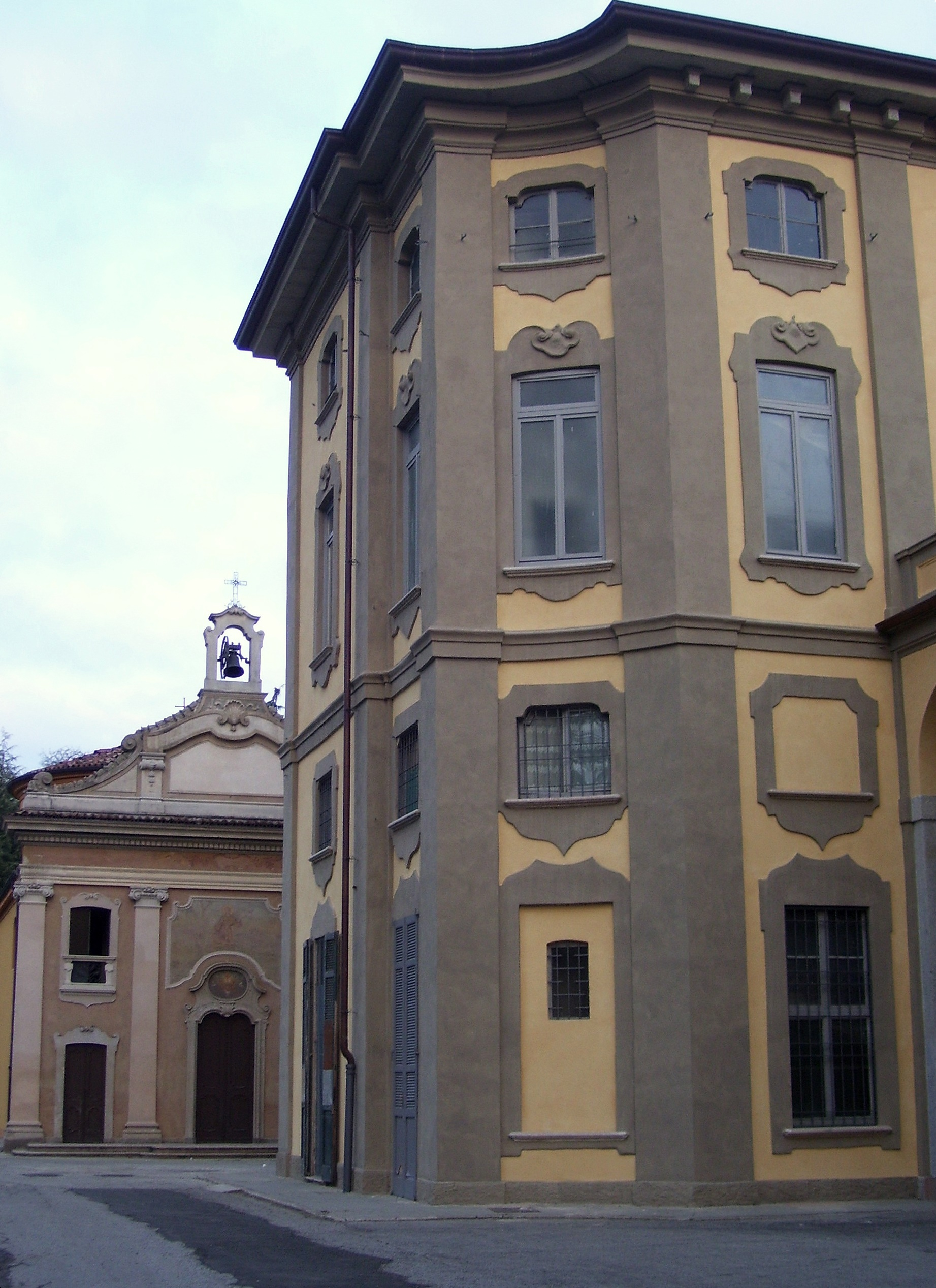
Villa Pusterla (Limbiate)

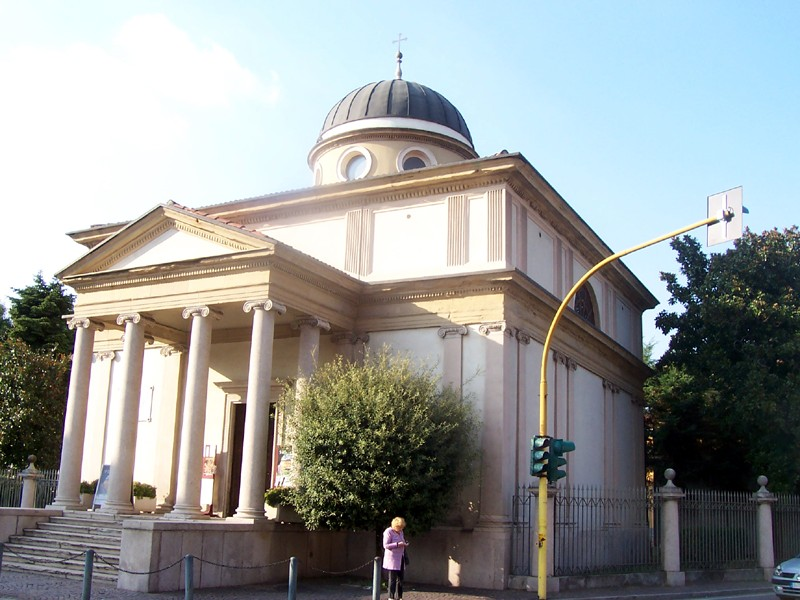
Chiesa San Lucio (Brugherio)

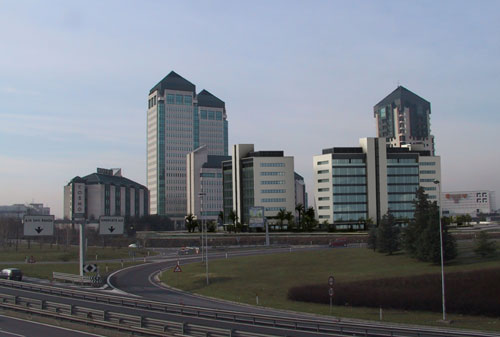
Torri Bianche di Vimercate

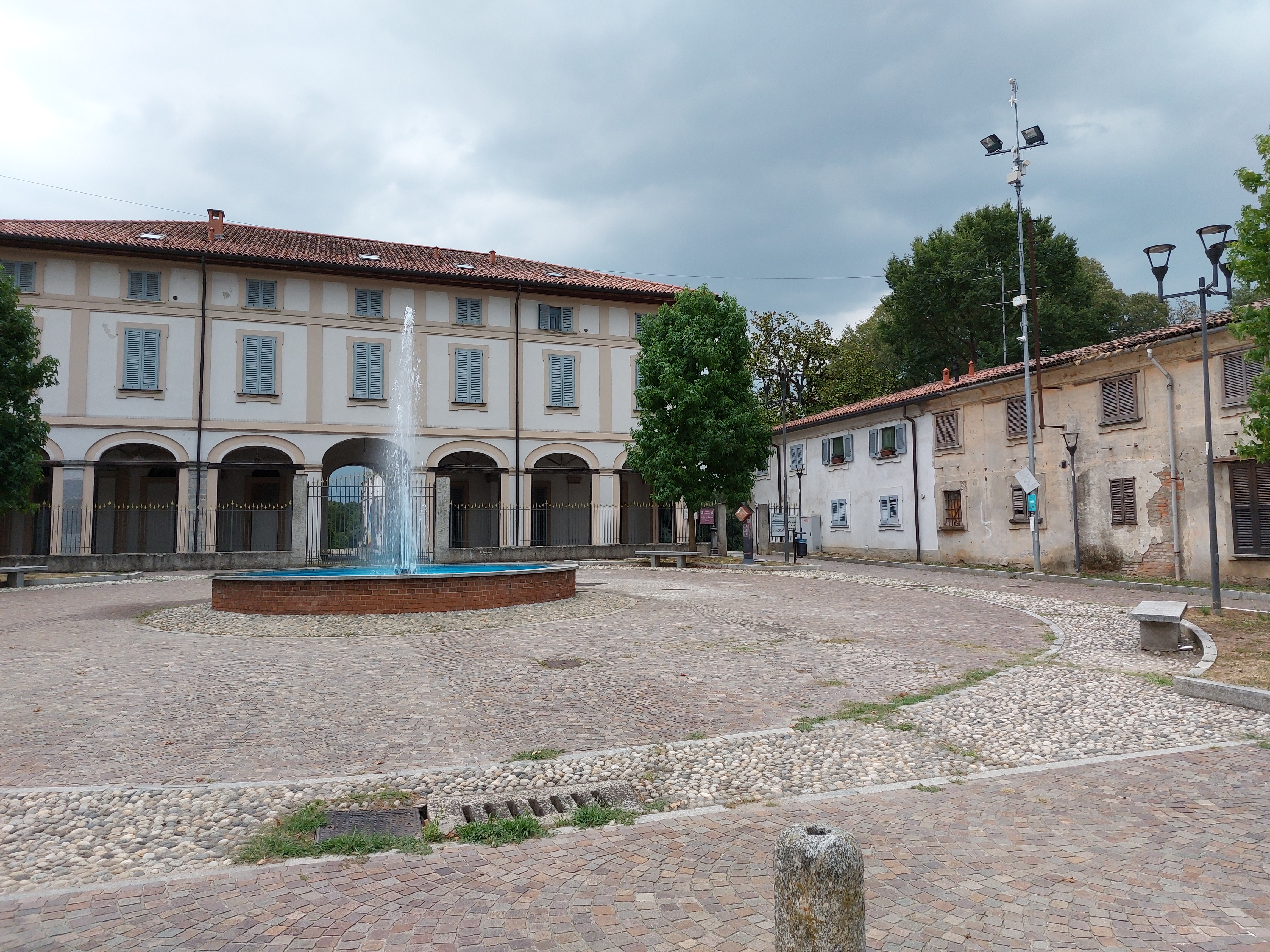
Villa Scaccabarozzi Belgioioso di Velate (Usmate Velate)

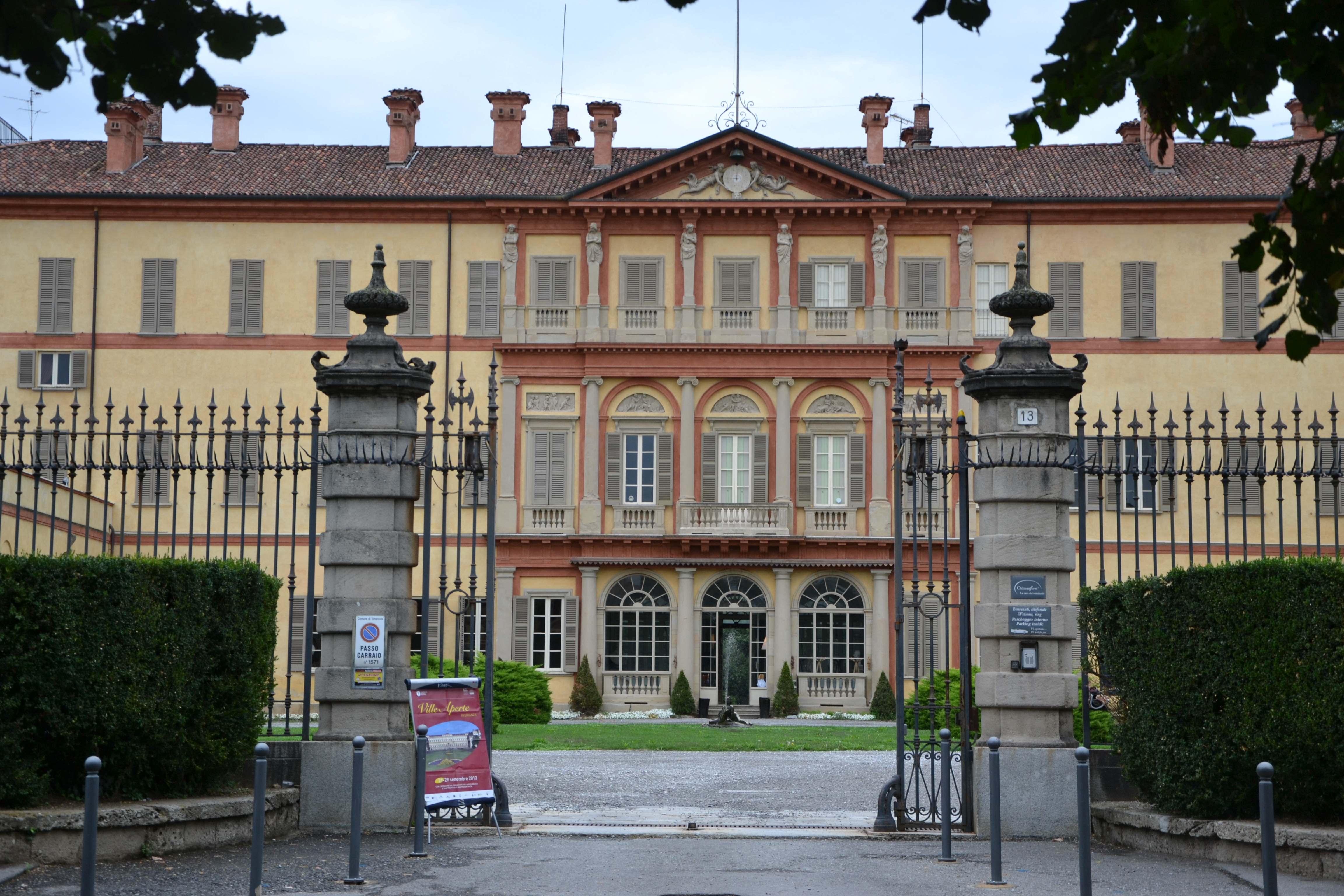
Villa Gallarati Scotti di Oreno

## Cultura e tradizioni

### Musei

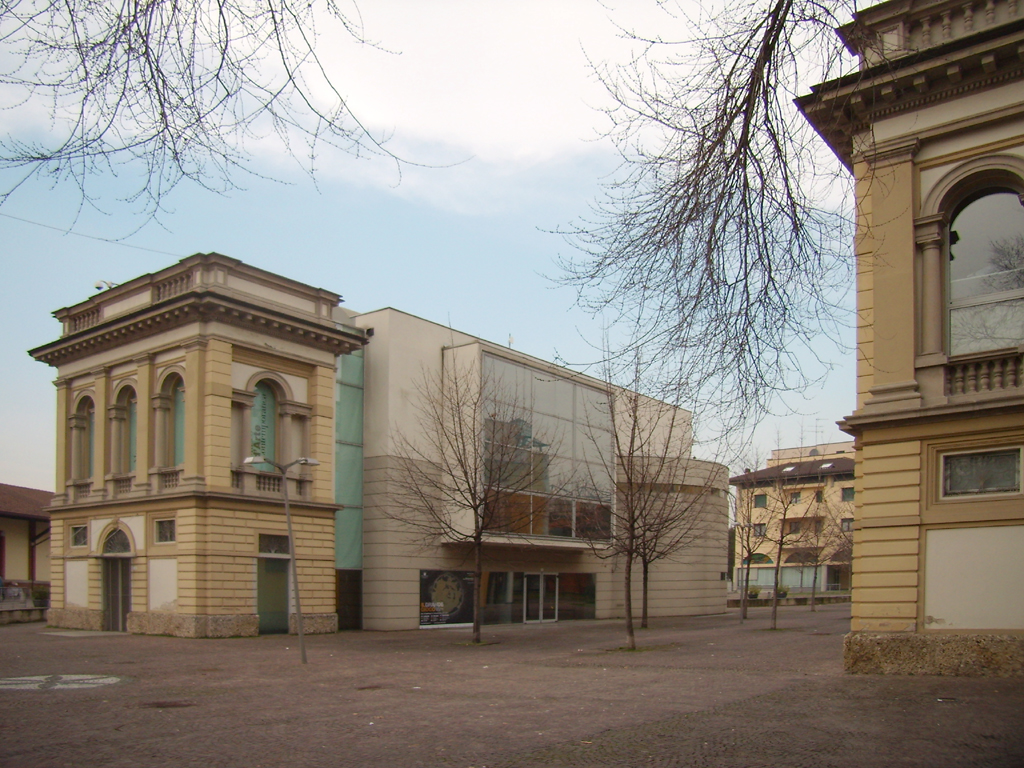
Museo d'Arte Contemporanea di Lissone

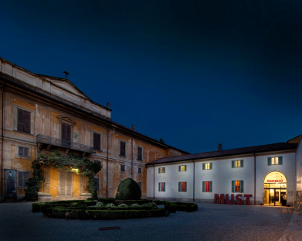
Museo del Territorio Vimercatese

La storia e la cultura della provincia di Monza e Brianza sono ben raccontate nei numerosi musei sparsi sul territorio:
- Monza - Museo del Duomo: si trova in una serie di ambienti sotterranei all'interno del Duomo. La raccolta comprende gran parte dei tesori risalenti all'epoca della regina Teodolinda, tra cui la Chioccia con i pulcini, la Croce di Agilulfo e la famosa Corona Ferrea utilizzata per incoronare Napoleone e i Re d'Italia.
- Monza - Musei Civici di Monza: le raccolte sono collocate all'interno del polo museale della Casa degli Umiliati di via Teodolinda. Nelle raccolte sono confluite le opere della Pinacoteca Civica e del Museo dell'Arengario;
- Monza - Museo etnologico Monza e Brianza: all'interno di Villa Reale di Monza, è in attesa di essere ricomposto dopo il restauro della reggia;
- Monza - Mulino Colombo: allestito all'interno dell'omonimo mulino che sorge sulle sponde del fiume Lambro;

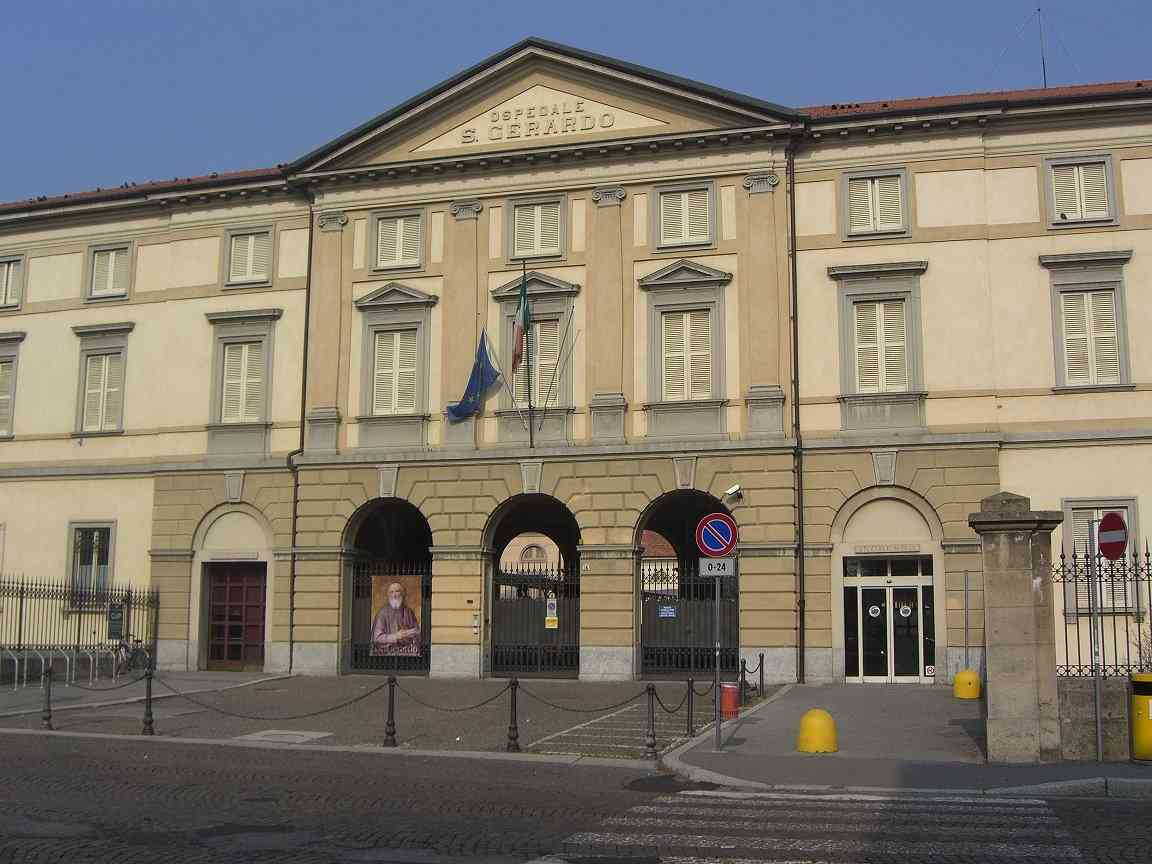
Sede monzese dell'Università di Milano-Bicocca

- Lissone - Museo d'Arte Contemporanea: vi ha sede la pinacoteca civica inaugurata nel novembre del 2000. Frutto di una reinterpretazione del razionalismo già presente a Lissone e in Brianza, l'edificio mantiene e valorizza la parte più significativa dell'insediamento originario: all'avancorpo preesistente, riportato al suo passato splendore e svuotato per formare un unico volume destinato ad atrio d'ingresso, viene ad aggiungersi la nuova struttura architettonica retrostante. Il museo si articola su tre livelli fuori terra e un piano interrato e ospita la raccolta derivante dalle edizioni del Premio Lissone (1946-1967), oltre che ad una ricca collezione dell'artista Gino Meloni;
- Lissone - Museo degli attrezzi artigianali: all'interno di Palazzo Vittorio Veneto, custodisce gelosamente al suo interno una collezione di antichi strumenti artigianali appartenuti agli artigiani lissonesi, per la realizzazione delle componenti del mobile e dell'arredamento;
- Lissone - Museo del ciclismo Ugo Agostoni, inaugurato in occasione della 69ª edizione della Coppa Agostoni;
- Biassono - Museo Civico "Carlo Verri", presso il Palazzo dei Verri, oggi anche sede municipale, vi è una ricca collezione storica di attrezzi, strumenti e opere del territorio;
- Vimercate - Museo del territorio vimercatese, insediato nella Villa Sottocasa, presenta in modo interattivo documenti e reperti relativi al territorio del Vimercatese, collocato tra Monza e Trezzo sull'Adda.

### Tradizioni
Nel Parco di Monza è presente l'Autodromo nazionale di Monza nel quale sin dalla sua istituzione nel 1950, escludendo l'anno 1980, ha sempre ospitato la Formula 1.

### Università
Sul territorio brianteo sono presenti i seguenti campus e poli universitari che fanno tutti riferimento alla facoltà di Medicina e chirurgia e alla facoltà di Sociologia e ricerca sociale dell'Università degli Studi di Milano-Bicocca:
- Campus Universitario di Monza-Brianza: via Cadore (Monza);
- Campus Universitario "Umberto I": facoltà di Sociologia e ricerca sociale, via Solferino (Monza);
- Poli universitari di Monza e Verano Brianza: presso il Policlinico di Monza e il Policlinico dello Sport;
- Poli Universitari presso l'Ospedale di Lissone e l'Ospedale di Desio.

### Biblioteche
Sono presenti 4 sistemi bibliotecari sul territorio della nuova provincia di Monza e della Brianza: BrianzaBiblioteche, Sistema Bibliotecario del Vimercatese, Sistema Bibliotecario di Saronno e, solo per il comune di Brugherio, il Sistema Bibliotecario Nord-Est Milano. BrianzaBiblioteche ha come centro sistema la Biblioteca Civica di Monza e comprende 35 biblioteche presenti nei comuni di Albiate, Barlassina, Besana in Brianza, Biassono, Bovisio-Masciago, Briosco, Carate Brianza, Cesano Maderno, Desio, Giussano, Lentate sul Seveso, Limbiate, Lissone, Macherio, Meda, Monza, Muggiò, Nova Milanese, Renate, Seregno, Seveso, Sovico, Triuggio, Varedo, Vedano al Lambro, Veduggio con Colzano, Verano Brianza, Villasanta. Il Sistema Bibliotecario del Vimercatese comprende invece le biblioteche dei comuni della zona del Vimercatese, ovvero Agrate Brianza, Bellusco, Bernareggio, Burago di Molgora, Busnago, Caponago, Carnate, Cavenago di Brianza, Aicurzio, Concorezzo, Cornate d'Adda, Lesmo, Mezzago, Ornago, Ronco Briantino, Arcore, Roncello, Sulbiate, Usmate Velate, Vimercate e altre biblioteche di comuni rimasti in Provincia di Milano. Dal 2015 è in corso l'unificazione tra il Sistema Bibliotecario Milano-Est con il Sistema Bibliotecario Vimercatese, che costituiranno il sistema CUBI, Culture Bibliotecarie In rete. Infine il Sistema Bibliotecario di Saronno, benché in Provincia di Varese, comprende le 4 biblioteche di Ceriano Laghetto, Lazzate, Cogliate e Misinto.

### Parlate locali
Le principali parlate locali sono raggruppabili nel dialetto brianzolo (cui sono apparentati il dialetto di Monza o münsciasch ed i dialetti del monzese storico). Il dialetto brianzolo fa parte del ramo occidentale dei dialetti lombardi.

### Riti ambrosiano e romano della Chiesa cattolica

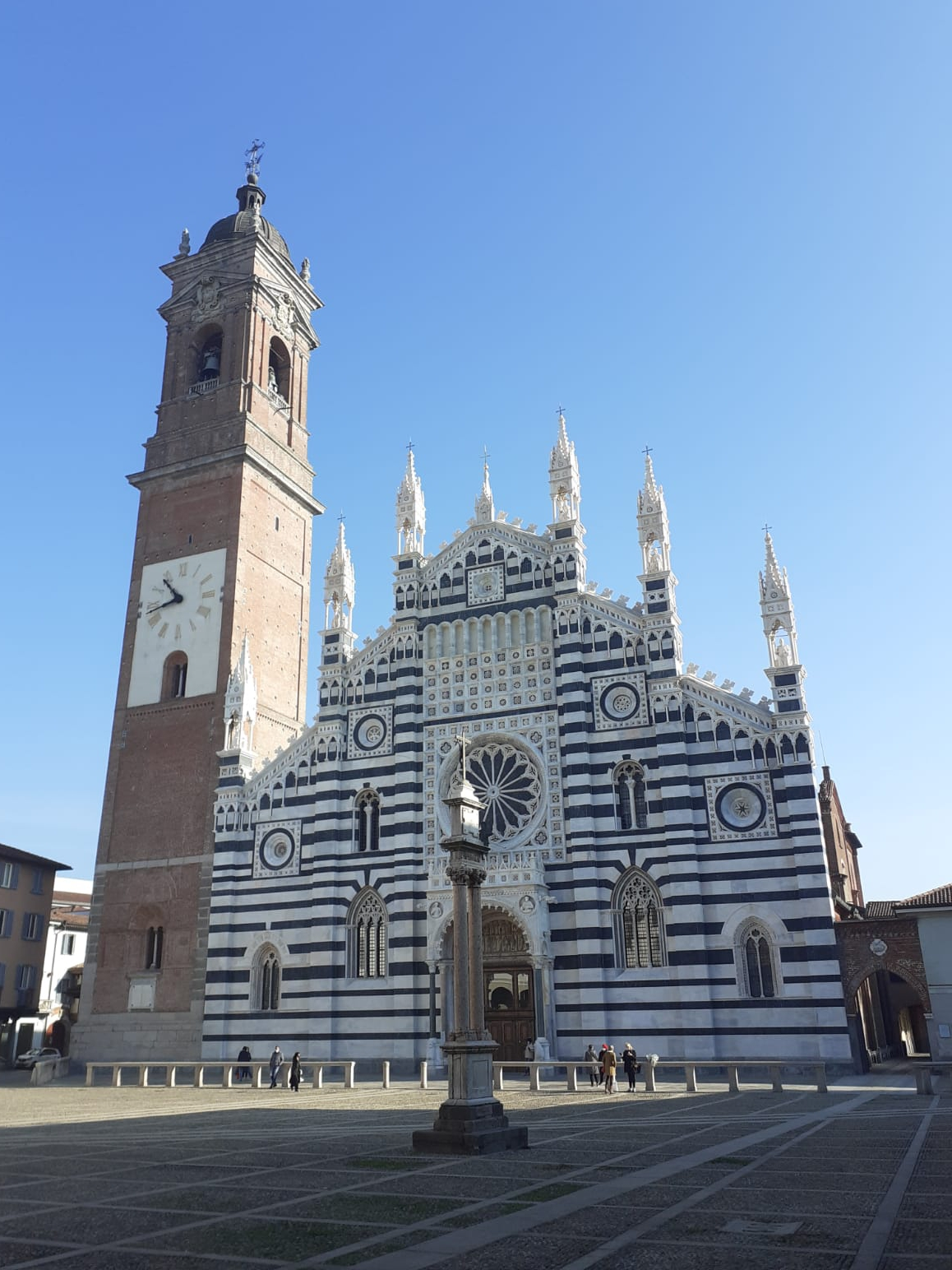
Duomo di Monza

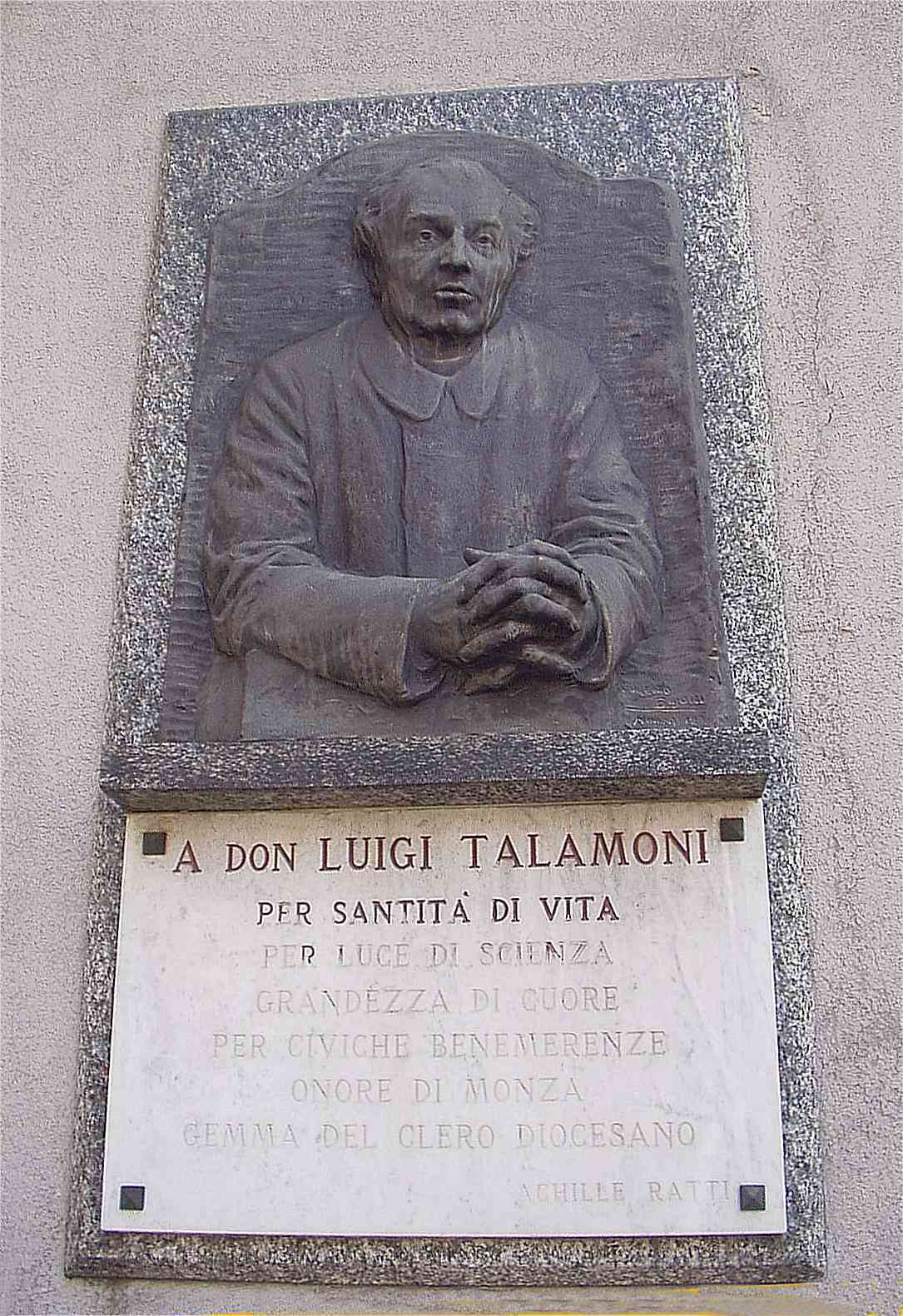
Beato Luigi Talamoni, patrono della Provincia di Monza e Brianza

Nella giurisdizione ecclesiastica della Chiesa cattolica, il territorio della nuova provincia fa parte dell'arcidiocesi di Milano. Questa segue lo specifico rito ambrosiano, a cui aderisce anche la zona della Brianza, storicamente più legata a Milano. Mentre i comuni del "monzese storico": Monza, Brugherio, Villasanta ma anche Cornate d'Adda, Busnago e Roncello, in considerazione di vicende storiche complesse ed una spiccata volontà di autonomia e diversità nei confronti di Milano, seguono invece il rito romano. Le chiese e cappelle del Parco di Monza sono suddivise tra i due riti seguendo il tracciato di viale Cavriga, che unisce le due porte principali del Parco, quella di Monza e quella di Villasanta, a nord seguendo il rito ambrosiano e a sud quello romano: ciò è dovuto al fatto che solo la zona a sud del viale faceva originariamente parte del territorio comunale monzese, mentre la parte a nord vi fu aggiunta distaccandola dai comuni contigui su decreto di Napoleone in occasione della creazione del parco.
Il 3 ottobre 2009, con solenne celebrazione nel Duomo di Monza presieduta dal cardinale Dionigi Tettamanzi, all'epoca arcivescovo di Milano, il decano mons. Silvano Provasi ha annunciato il pronunciamento positivo della Congregazione per il Culto Divino e la Disciplina dei Sacramenti circa l'istanza di proclamazione del beato Luigi Talamoni quale patrono della nuova provincia di Monza e della Brianza.

## Infrastrutture e trasporti

### Strade extraurbane
Le più importanti arterie extraurbane sono la ex strada statale 35 dei Giovi e la strada statale 36 del Lago di Como e dello Spluga (Valassina).
La ex SS35, il cui tratto brianzolo è comunemente noto come superstrada Milano-Meda, ora di competenza regionale e provinciale, attraversa la provincia da nord a sud, per collegare Milano con Como.
Anche la SS36 attraversa la provincia da nord a sud, nella sua parte centrale, collegando Milano con Monza, Lecco e Sondrio. Il suo tratto urbano era congestionato dal traffico extraurbano dei lavoratori pendolari, mentre oggi è fluido grazie al tunnel urbano sotterraneo che attraversa la zona occidentale di Monza sebbene ad oggi sia una delle strade più trafficate d'Italia.
La provincia manca di un'ulteriore arteria principale che la attraversi trasversalmente, da est a ovest, più a nord rispetto all'autostrada A4.

### Autostrade e superstrade
La provincia di Monza e della Brianza è attraversata da 5 tratte autostradali:
- Autostrada A4 Milano-Venezia;
- Tangenziale Est di Milano (A51);
- Tangenziale Nord di Milano (A52);
- Tangenziale est esterna di Milano (A58) in zona di Agrate Brianza, Caponago;
- Autostrada Pedemontana Lombarda (A36) in zona occidentale delle Groane.

Due superstrade molto trafficate servono la provincia in senso verticale:
- Superstrada Milano-Meda;
- Superstrada Milano-Lecco.

### Ferrovie

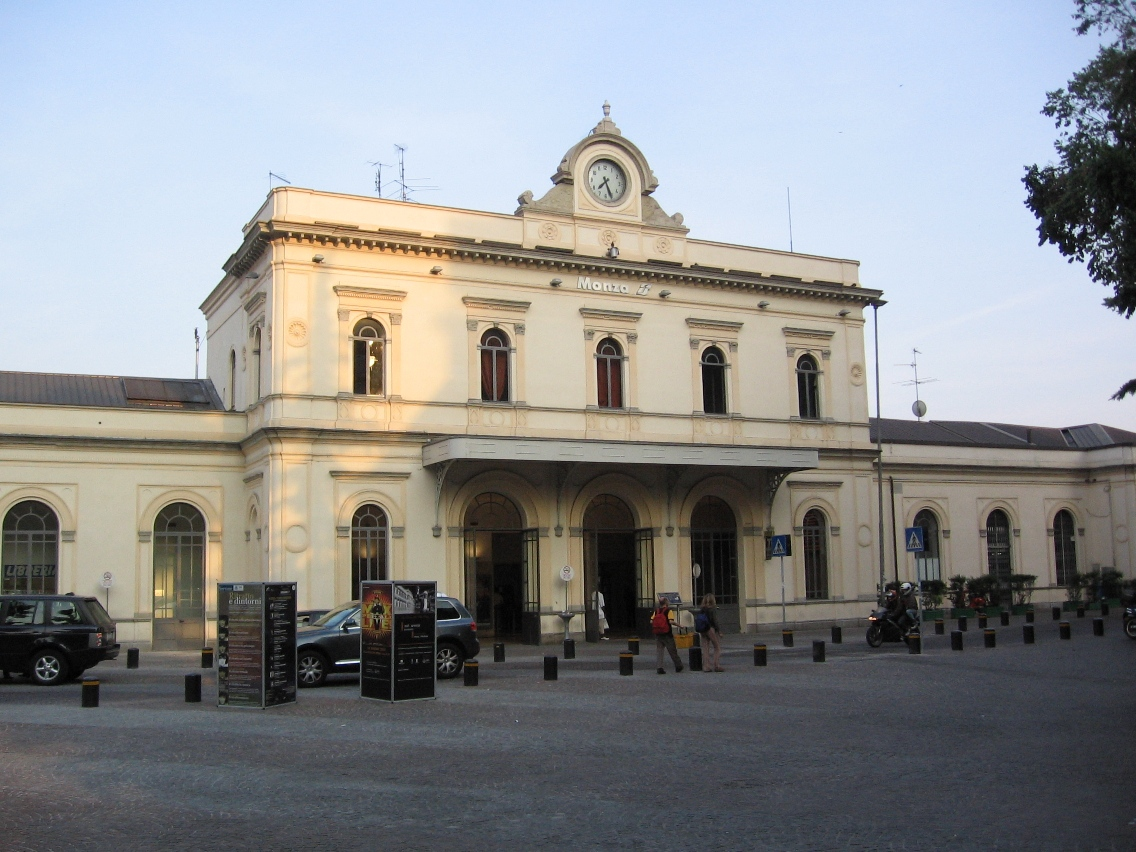
Stazione di Monza

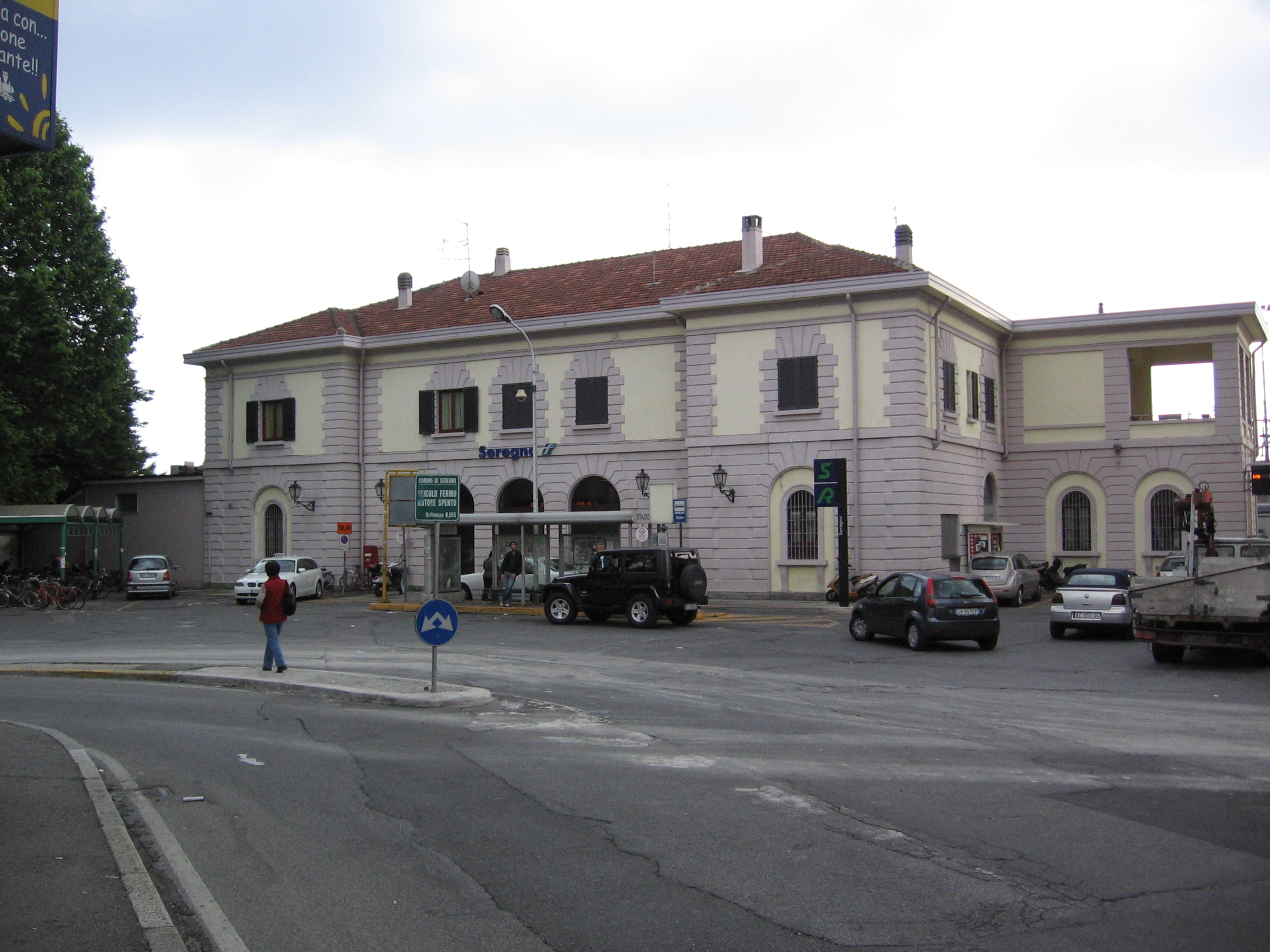
Stazione di Seregno

La provincia è attraversata da importanti tratte ferroviarie:
- la ferrovia Milano-Asso con la diramazione per la Stazione di Camnago-Lentate, che l'attraversa da nord a sud nella sua parte occidentale;
- la ferrovia Chiasso-Milano, che l'attraversa obliquamente da nord-ovest fino a Monza, al centro, collegando il capoluogo alle stazioni di Milano e Como e alla Svizzera;
- la ferrovia Monza-Molteno-Lecco, che attraversa la provincia da nord a sud nella sua parte centrale, permettendo i collegamenti tra il capoluogo e le province di Como e Lecco;
- la ferrovia Milano-Lecco, anch'essa diretta verso nord a partire da Monza, fino alla stazione di Lecco;
- la ferrovia Saronno-Seregno, che attraversa trasversalmente la parte occidentale della provincia;
- la ferrovia Seregno-Bergamo, che l'attraverso trasversalmente e verso est, collegando anche il capoluogo a Bergamo.

Nel capoluogo è presente l'importante stazione di Monza, principale nodo di scambio tra le linee provinciali, oltre ad un altro scalo ferroviario, denominato Monza Sobborghi, posta sulla linea per Molteno.
Altre importanti stazioni della provincia sono:
- Camnago-Lentate,
- Carnate-Usmate,
- Cesano Maderno,
- Seregno,
- Seveso.

Le reti ferroviarie brianzole sono gestite sia da Ferrovienord che Rete Ferroviaria Italiana, e i treni regionali e suburbani sono gestiti da Trenord.
In particolare, coinvolgono la provincia di Monza le linee S2, S4, S7, S8, S9 e S11.

### Aeroporti
La provincia di Monza e della Brianza, pur non avendo aeroporti nel suo interno, è facilmente collegata tramite le autostrade agli aeroporti lombardi di Milano Linate, di Orio al Serio e di Milano Malpensa.
Sul territorio provinciale esistono anche cinque elisuperfici:
- Elisuperficie dell'Ospedale San Gerardo, utilizzata per il trasporto sanitario;
- Elisuperficie di Lissone, l'unica attrezzata per gli atterraggi di emergenza;
- Elisuperficie dell'Ospedale di Vimercate, utilizzata per il trasporto sanitario;
- Elisuperficie dell'Ospedale di Carate Brianza, utilizzata per il trasporto sanitario;
- Elisuperficie dell'Ospedale di Desio, utilizzata per il trasporto sanitario.

## Giustizia

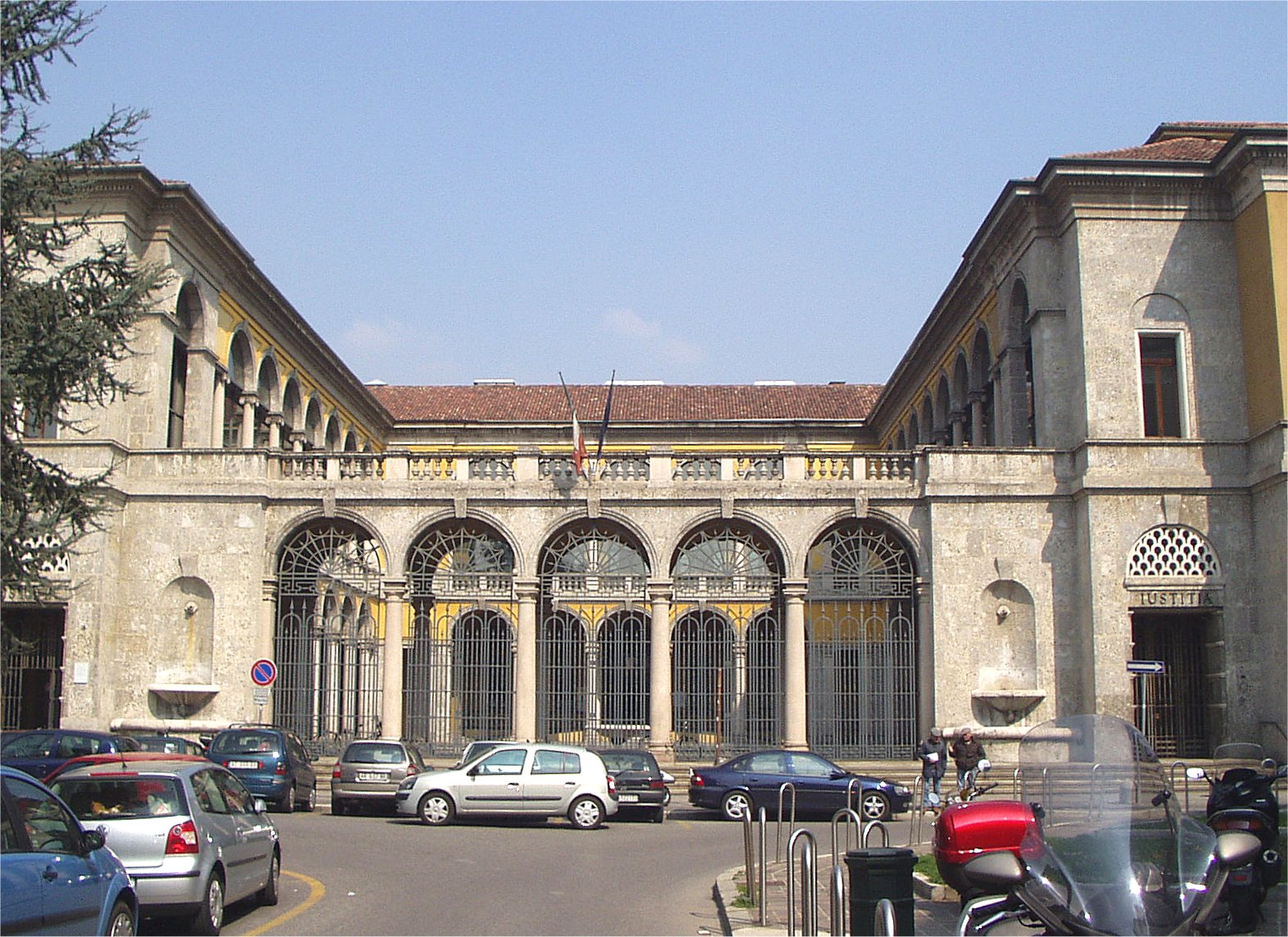
Palazzo di Giustizia di Monza

La provincia di Monza e della Brianza è sede di circoscrizione giudiziaria, con sede principale nel capoluogo.
Presso il Palazzo di Giustizia di piazza Garibaldi trovano sede il Tribunale civile, quello penale e la Procura della Repubblica. Ulteriori uffici decentrati si trovano lungo la vicina via Vittorio Emanuele II e a Desio, mentre in via Casati sono presenti gli uffici del Giudice di Pace.

Mappa dei comuni della Circoscrizione Giudiziaria di Monza

In viale Romagna e a Desio si trovavano ulteriori uffici, chiusi nel 2014 dopo il riassetto delle sedi giudiziarie.
La circoscrizione giudiziaria di Monza comprende tutti i comuni della provincia ad eccezione di Limbiate, e alcuni comuni della città metropolitana di Milano (Carugate, Cinisello Balsamo, Cologno Monzese, Cusano Milanino, Paderno Dugnano, Sesto San Giovanni, Solaro e Vimodrone).

## Media
Testate giornalistiche:
- Giornale di Monza;
  - Giornale di Seregno
  - Giornale di Desio
  - Giornale di Carate
  - Giornale di Vimercate
- Il Cittadino di Monza e Brianza;
- Il Giorno (edizione Monza-Brianza);
- Nuovabrianza.it.
- Monza-News.it.

Emittenti televisive:
- MonzaBrianzaTV
- Qvc - Brugherio
- TeleMonzaBrianza TV- TMB ex TeleLissone;
- Canale 11.

## Sanità
La provincia di Monza e della Brianza dal 2016 è inclusa nella Azienda di tutela della Salute ATS Brianza (precedentemente ASL Monza e Brianza e ASL Lecco). Inoltre nella ATS Brianza sono presenti le Aziende Socio Sanitarie Territoriali ASST Monza e ASST Brianza (ex ASST Vimercate).
Il più importante centro sanitario della provincia di Monza resta il polo ospedaliero di Monza. Questi i principali presidi ospedalieri provinciali:
- Ospedale "San Gerardo" di Monza;
- Policlinico di Monza;
- Clinica "Zucchi" di Monza e Carate Brianza;
- Ospedale Civile di Vimercate;
- Ospedale Pio XI (detto anche di Desio siccome trovato nell'omonima città);
- Ospedale di Circolo "Vittorio Emanuele III" di Carate Brianza;
- Ospedale "Della Carità" di Lissone;
- Clinica "S. Maugeri" di Lissone;
- Ospedale "Trabattoni-Ronzoni" di Seregno.
- Ospedale "Corberi" di Limbiate.
- Clinica "Villa Bianca" di Limbiate.
- Ospedale "Borrella" di Giussano.

## Telefonia

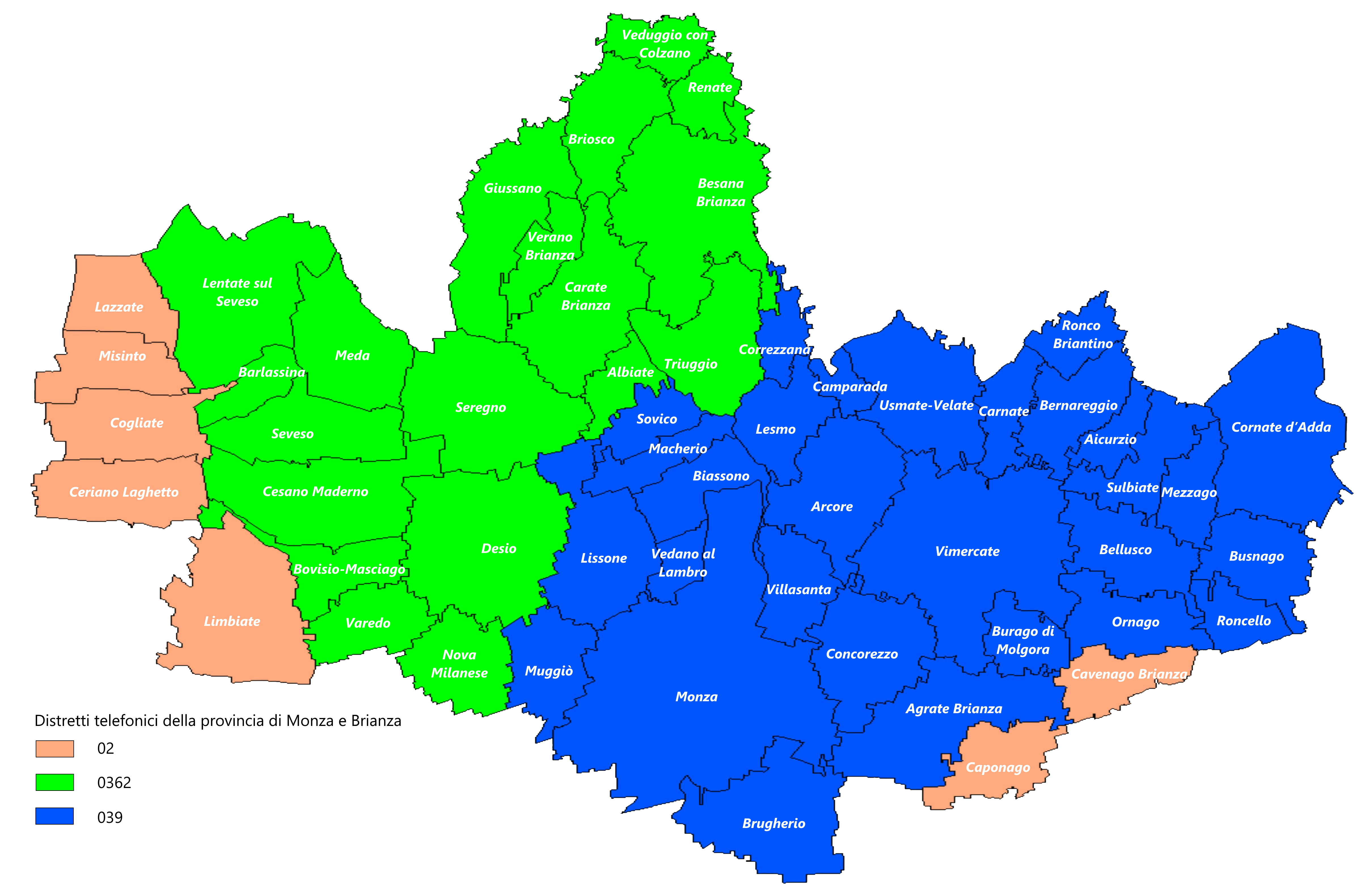
Mappa dei prefissi telefonici nella Provincia

La provincia di Monza e Brianza è servita da tre distretti telefonici diversi. 
- Il distretto di Milano, 02 (distretto di Milano): Lazzate, Misinto, Cogliate, Ceriano Laghetto, Limbiate, Caponago e Cavenago di Brianza;
- L'intero distretto di Seregno, 0362: Lentate sul Seveso, Barlassina, Seveso, Cesano Maderno, Meda, Bovisio-Masciago, Desio, Varedo, Nova Milanese, Seregno, Giussano, Verano Brianza, Carate Brianza, Albiate, Triuggio, Besana Brianza, Briosco, Veduggio con Colzano e Renate;
- Parte del distretto di Monza, 039: Monza, Muggiò, Lissone, Sovico, Macherio, Biassono, Vedano al Lambro, Correzzana, Camparada, Lesmo, Arcore, Villasanta, Concorezzo, Agrate Brianza, Brugherio, Burago di Molgora, Vimercate, Usmate-Velate, Carnate, Bernareggio, Ronco Briantino, Aicurzio, Sulbiate, Mezzago, Bellusco, Ornago, Roncello, Busnago e Cornate d’Adda.